# FEZF2
FEZF2 (англ. FEZ family zinc finger 2) – білок, який кодується однойменним геном, розташованим у людей на 3-й хромосомі. Довжина поліпептидного ланцюга білка становить 459 амінокислот, а молекулярна маса — 48 811.
| 10         |  | 20         |  | 30         |  | 40         |  | 50         |
| ---------- |  | ---------- |  | ---------- |  | ---------- |  | ---------- |
| MASSASLETM |  | VPPACPRAGA |  | SPATSKTLAF |  | SIERIMAKTS |  | EPRAPFEPRP |
| GALEADGSQG |  | KKLLNLCSPL |  | PCMIPLQPLG |  | YEVPSKTLLS |  | YSELWKSSLR |
| AGGGGGGGGG |  | GGGGGGGAPV |  | CGASGLCKTN |  | CGVCCKAELG |  | LAPSALPAGR |
| VIKPQVINQA |  | VGLPASGSLY |  | YFNYLDSTAY |  | PPSELLSGHL |  | FPSGLLNAQA |
| PAALAAHPKL |  | FLLENAKLAG |  | LAADKFPHPA |  | PYPHKERLPA |  | PLEQVLKENS |
| ALTAERGGVK |  | GHSKLPGGSA |  | DGKPKNFTCE |  | VCGKVFNAHY |  | NLTRHMPVHT |
| GARPFVCKVC |  | GKGFRQASTL |  | CRHKIIHTQE |  | KPHKCNQCGK |  | AFNRSSTLNT |
| HIRIHAGYKP |  | FVCEFCGKGF |  | HQKGNYKNHK |  | LTHSGEKQYK |  | CTICNKAFHQ |
| VYNLTFHMHT |  | HNDKKPFTCA |  | TCGKGFCRNF |  | DLKKHVRKLH |  | DSVGPAAPSA |
| KDLTRTVQS  |  |            |  |            |  |            |  |            |

A: Аланін

C: Цистеїн

D: Аспарагінова кислота

E: Глутамінова кислота

F: Фенілаланін

G: Гліцин

H: Гістидин

I: Ізолейцин

K: Лізин

L: Лейцин

M: Метіонін

N: Аспарагін

P: Пролін

Q: Глутамін

R: Аргінін

S: Серин

T: Треонін

V: Валін

W: Триптофан

Кодований геном білок за функціями належить до репресорів, білків розвитку. 
Задіяний у таких біологічних процесах, як транскрипція, регуляція транскрипції, диференціація клітин, нейрогенез, альтернативний сплайсинг. 
Білок має сайт для зв'язування з іонами металів, іоном цинку, ДНК. 
Локалізований у ядрі.